# Bavorovská vrchovina
Bavorovská vrchovina je geomorfologický podcelek v jihovýchodní části Šumavského podhůří. Rozprostírá se na ploše 678 km² a má průměrnou nadmořskou výšku 511 m. Na západě sousedí s Boubínskou hornatinou, Vimperskou vrchovinou a Svatoborskou vrchovinou, na severu s Nepomuckou vrchovinou a Horažďovickou pahorkatinou, na východě s Putimskou a Blatskou pánví a na jihu s Prachatickou hornatinou. Má charakter plochého pohoří s erozně denudačním reliéfem.

## Geologická stavba
Největší část Bavorovské vrchoviny budují ruly a migmatity jednotvárné série moldanubika. Do severozápadní části zasahuje rovněž pestrá série moldanubika a menší granodioritická tělesa středočeského plutonu. Na jihovýchodě se vyskytují menší žulová tělesa moldanubického plutonu.

## Geomorfologické podcelky
Podhůří se člení na šest geomorfologických okrsků:
- Budětická vrchovina
- Prácheňská pahorkatina
- Volyňská vrchovina
- Miloňovická pahorkatina
- Husinecká vrchovina
- Netonická vrchovina
- Netolická pahorkatina

## Nejvyšší vrcholy
Nejvyšší vrcholky tohoto geomorfologického podcelku přesahují 600 m:
- Stráž (701 m)[2]
- Velký Šibák (668 m)
- Helfenburk (668 m)
- Čepičná (671 m)
- Hrad (667 m)
- Betaň (651 m)
- Svobodná hora (640 m)

## Vodstvo
Bavorovskou vrchovinou protékají řeka Otava, Blanice a Volyňka.